# Le Manoir des murmures

Le Manoir des murmures est une série de bande dessinée fantastique en trois tomes, créée par David Muñoz (scénario), Tirso (dessin) et Javi Montes (couleurs), et éditée par Les Humanoïdes Associés.

## Albums[1]
1. Sarah, 2007  (ISBN 978-2-7316-1994-2)
2. Demian, 2008  (ISBN 978-2-7316-2210-2)
3. Simon, 2011  (ISBN 2-7316-2278-4)